# Kanban w tworzeniu oprogramowania
Kanban w tworzeniu oprogramowania – metoda kanban została zaadaptowana na potrzeby inżynierii oprogramowania przez Davida J. Andersona. Zaobserwowane podobieństwo pomiędzy procesem produkcji oraz wytwarzania oprogramowania skłoniło go do przełożenia zasad Kanban na warunki i sposób funkcjonowania zespołów programistycznych. Koncepcję wykorzystania metody Kanban w inżynierii oprogramowania przedstawił w 2010 w książce Kanban: Successful Evolutionary Change for Your Technology Business.
Głównym celem zastosowania koncepcji Kanban w inżynierii oprogramowania jest terminowe dostarczenie klientom oprogramowania o wysokiej jakości. Kanban umożliwia sprawowanie pełnej kontroli nad procesem tworzenia oprogramowania, pozwala na wyeliminowanie przyczyn nieefektywności i zwiększenie produktywności.

## Podstawowe zasady kanban w tworzeniu oprogramowania
- Wizualizacja – przedstawienie kolejnych etapów procesów na tablicy (ściennej lub elektronicznej) np. analiza, wytwarzanie, testowanie, wdrażanie, zadania skończone. Następnie zapisanie zadań na kartkach i umieszczenie w odpowiednich kolumnach[4].
- Ograniczenie pracy w toku (ang. work in progress) – ustalenie maksymalnej dopuszczalnej liczby zadań, które mogą znajdować się w danej kolumnie. W tym celu wykorzystywane jest m.in. prawo Little'a.
- Zarządzanie strumieniem –  systematyczny pomiar takich wartości, jak czas i płynność wykonywania zadań, w celu optymalizacji procesów[5].